# Brlenić
Brlenić je naseljeno mjesto u Republici Hrvatskoj u Zagrebačkoj županiji. 

## Zemljopis
Administrativno je u sastavu općine Krašić. Naselje se proteže na površini od 2,81 km².

## Stanovništvo
Prema popisu stanovništva iz 2001. godine u Brleniću živi 213 stanovnika i to u 71 kućanstvu. Gustoća naseljenosti iznosi 75,80 st./km².
| broj stanovnika | 176   | 229   | 234   | 281   | 338   | 297   | 319   | 338   | 294   | 318   | 301   | 299   | 280   | 232   | 213   | 195   | 185   |
|                 | 1857. | 1869. | 1880. | 1890. | 1900. | 1910. | 1921. | 1931. | 1948. | 1953. | 1961. | 1971. | 1981. | 1991. | 2001. | 2011. | 2021. |

## Poznate osobe
- Janko Matko (1898. – 1979.), hrvatski književnik